# كريستيان مولر (لاعب كرة قدم مواليد 1938)
كريستيان مولر (بالألمانية: Christian Müller)‏ هو لاعب كرة قدم ومدرب كرة قدم ألماني في مركز الهجوم، ولد في 29 أغسطس 1938 في برغهايم في ألمانيا. لعب مع نادي كارلسروه ونادي كولن.

## وصلات خارجية
- كريستيان مولر على موقع قاعدة بيانات كرة القدم.إي يو (الإنجليزية)
- كريستيان مولر على موقع بيانات كرة القدم. دي إي (الألمانية)
- كريستيان مولر على موقع عالم كرة القدم.نت (الإنجليزية)